# Urai
Urai (en rus: Ураи) és un poble del Poblament Rural Asovskoye, Districte Beryozovsky, krai de Perm (Rússia), i que el 2010 tenia 35 habitants. Hi ha un carrer.
És localitzat en el riu Asovka.